# Gerichtete Evolution
Als gerichtete Evolution (englisch directed evolution) bezeichnet man in der Biochemie die Optimierung und Veränderung von Proteinen (darunter Enzyme) und Nukleinsäuren durch Nachahmung der natürlichen Selektion in einem beschleunigten Verfahren. Durch gerichtete Evolution können mittels einer Mutagenese und nachfolgender Selektion Mutanten mit verbesserten Eigenschaften identifiziert werden. Sie ist eine Methode des Protein-Engineerings und findet vor allem in der weißen Biotechnologie und der Biokatalyse Anwendung. Für "die gerichtete Evolution von Enzymen" erhielt Frances Arnold im Jahr 2018 den Nobelpreis für Chemie.

## Prinzip
Frances H. Arnold prägte das erste Gesetz der zufälligen Mutation und Selektion: „You get what you screen for“ („Man erhält (nur), wonach man sucht“). Die richtige Wahl der Fitnessfunktion ist entscheidend für den Erfolg der gerichteten Evolution. Prinzipiell gibt es zwei Methoden zur Mutagenese: die zufällige Mutagenese und die von Arnold und Miyazaki verwendete Sättigungsmutagenese.
Die zufallsbasierte Mutagenese wird meist mit PCR-basierten Methoden wie der error-prone-PCR durchgeführt. Daneben gibt es auch rekombinative Methoden wie DNA-Shuffling, Structure-Based Combinatorial Protein Engineering (SCOPE) oder RACHITT, bei dem ein chimäres Gen aus zwei oder mehr verwandten Genen erzeugt wird.
Entscheidend für den Erfolg der gerichteten Evolution ist die Identifizierung von verbesserten Mutanten des Proteins. Oftmals erbringt die Analyse von erfolgreichen Mutanten überraschende Ergebnisse wie Mutationen, welche die Aktivität des Enzyms entscheidend beeinflussen, obwohl sie sehr weit außerhalb des aktiven Zentrums des Enzyms liegen. Die gerichtete Evolution trägt so viel zum Verständnis der Wirkungsweise von Enzymen bei.
Während beim rationalen Proteindesign, also dem Verändern eines Proteins durch gezielte Einführung von Mutationen in sein Gen, eine genaue Kenntnis der Struktur des Proteins und seines Wirkungsmechanismus (bei Enzymen der Reaktionsmechanismus) notwendig ist, ist für die gerichtete Evolution lediglich eine Selektion der gesuchten Mutanten erforderlich. Für Eigenschaften von Enzymen wie der Lösemittel- oder der Temperaturstabilität, deren molekulare Ursachen noch nicht ausreichend verstanden sind, ist daher die gerichtete Evolution das Mittel der Wahl. Weitere Anwendungen sind die Änderung der Regioselektivität, Chemoselektivität und Enantioselektivität von Enzymen sowie der Substratspezifität, insbesondere gegenüber unnatürlichen Substraten. Die gerichtete Evolution der Nukleinsäuren wird vor allem in der Aptamer-Technologie (SELEX) und für die Optimierung von Ribozymen eingesetzt.

## Flussdiagramm

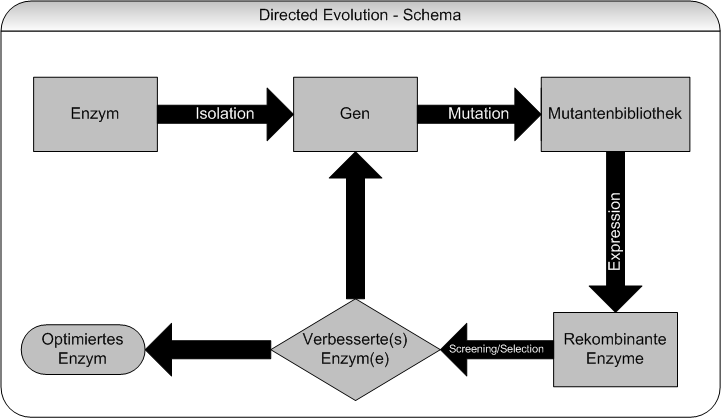

## Anwendung
Die Tre-Rekombinase wurde durch gerichtete Evolution erzeugt.